# ژینوس نعمت محمودی
ژینوس نعمت محمودی (۱۳۰۸ تهران – ۶ دی ۱۳۶۰ تهران) بنیان‌گذار هواشناسی در ایران و تهیه‌کننده اطلس جغرافیایی ایران و مدرس دانشگاه بود.

## زندگی‌نامه
ژینوس محمودی در سال ۱۳۰۸ در تهران به دنیا آمد. مادرش کمالیه اجزاچی معلم مدرسهٔ تربیت دختران و پدرش جناب نعمت بنیان‌گذار گراورسازی در ایران بود. ژینوس در نوزده سالگی با هوشنگ محمودی ازدواج نمود و ثمرهٔ این ازدواج دو دختر به نام‌های مونا و آیدا و یک پسر به نام آرتین است.
ژینوس پس از اتمام دوران متوسطه در رشته فیزیک دانشگاه تهران به اخذ درجه لیسانس و در علوم هواشناسی به اخذ درجهٔ فوق لیسانس نائل آمد. قبل از آنکه سازمان هواشناسی در ایران تشکیل شود، ژینوس سرپرست تحقیق و تعلیم علوم جوّی هواشناسی بود و بعد از تشکیل مدرسهٔ عالی هواشناسی، ریاست این مدرسه را عهده‌دار گردید. به علاوه تحقیقات او در هواشناسی دریایی همواره مورد توجه اولیای امور مملکتی بود و در حقیقت می‌توان او را بنیان‌گذار هواشناسی دریایی، و نخستین زن ایرانی که به ریاست سازمان هواشناسی ایران رسید نامید.
محمودی اطلس هواشناسی ایران را تهیه و تنظیم کرد. او به عنوان نمایندهٔ ایران در کنفرانس‌های بین‌المللی هواشناسی و مبارزه با آلودگی هوا شرکت می‌کرد.

## فعالیت در محافل بهائیت
ژینوس به دلیل اعتقاد به مذهب بهایی کار خود را در حکومت مذهبی به روی کار آمده در ایران پس از انقلاب ۱۳۵۷ از دست داد و به همراه همسرش زندگی مخفیانه‌ای را آغاز کرد. وی در این دوران عضو محفل ملی بهائیان ایران بود و در پی آن رئیس «محفل روحانی ملی» شد. او در چندین کمیته ملی بهایی و هم‌چنین «محفل ملی تهران» فعالیت داشت و عضو هیئت معاونت آن بود. او به ملاقات خانواده‌های زندانی بهایی می‌رفت.

## بازداشت و اعدام
همسر او، هوشنگ محمودی در مرداد ۱۳۵۹ ناپدید شد و خودش در ۲۳ آذر ۱۳۶۰ در منزل یکی از اعضای جامعه بهایی پس از نشست محفل ملی، در حالی‌که پاسداران سپاه خانه را محاصره کرده بودند، بازداشت شد.
خانم محمودی در ۶ دی ۱۳۶۰ (۲۷ دسامبر ۱۹۸۱) در سن ۵۲ سالگی به اتهام جاسوسی در تهران اعدام شد. مقامات هیچ‌گونه اطلاعاتی دربارهٔ دادگاه خانم محمودی به خانواده وی ندادند و هیچ گزارشی از شهود عینی موجود نیست. اما یک سند رسمی از دادستانی کل انقلاب اسلامی مرکز به تاریخ ۷ دی ۱۳۶۰ اعلام می‌کند که خانم محمودی و هفت نفر دیگر از اعضای محفل ملی بهائیان توسط دادگاه انقلاب اسلامی تهران محاکمه شده‌اند. به علاوه مقامات هیچ‌گونه اطلاعاتی دربارهٔ اتهامات محمودی به خانواده وی ندادند. از تاریخ دستگیری تا اعدام ژینوس محمودی ۱۴ روز طول کشید.
در بیانیه دادستانی کل مرکز جمهوری اسلامی، اتهامات وی «توهین به مقدسات اسلام و علماء و مسئولان جمهوری اسلامی ایران، ارتباط با اسرائیل، ملاقات با شخصیتهای خارجی و مسئولان کشورها جهت به فشار گذاشتن دولت جمهوری اسلامی ایران، تماس با رادیوهای بیگانه و ارتباط کدنگاری با بیت العدل در حیفا» عنوان شده است. در متن سند رسمی دادستانی آمده است که: «جرم جاسوسی علیه جمهوری اسلامی و توطئه علیه ملت ایران ثابت و محرز است لذا از مصادیق ــ و ــ مفسد فی الارض و باغی علیه حکومت اسلامی ایران هستند و محکوم به اعدام می‌گردند. و کلیه اموالشان مصادره به نفع بنیاد شهدا می‌گردد فقط هر کدام که خانواده در ایران دارند یک خانه برایشان ــ شود ــ در حد معمول متوسط».
گفته شده که او به اتهام جاسوسی تیرباران شده است. پس از اعدام، جسد او به صورت مخفیانه در قطعه‌ای از بهشت زهرای تهران دفن شد و محل دفن بعداً به خانواده او اعلام شد.